# Викторов, Михаил Владимирович
Михаи́л Влади́мирович Ви́кторов (род. 24 декабря 1893 [5 января 1894], Ярославль, Российская империя — 1 августа 1938) — советский военно-морской деятель, командующий Балтийским, Черноморским, Тихоокеанским флотами, Морскими силами РККА, флагман флота 1-го ранга (1935). Член ЦИК СССР, депутат Верховного совета СССР 1-го созыва, член Военного совета при Народном комиссаре обороны СССР.

## Биография
Отец — Викторов, Владимир Калинович. Окончил Ярославский кадетский корпус (1910), Морской кадетский корпус (1913, Золотой знак в память окончания Морского корпуса, мичман — 5 октября 1913), Минный (1915) и Штурманский (1917) офицерские классы, курсы усовершенствования при Военно-морской академии (1924).
В Первую мировую войну служил на кораблях Балтийского флота. В составе 1-го Балтийского флотского экипажа. Участник Моонзундского сражения. В 1917 — лейтенант, старший штурман броненосца «Гражданин».
После Октябрьского переворота перешёл на сторону большевиков, участвовал в высадке морского десанта под Нарвой (1918). В ноябре 1918 — июне 1919 года старший штурман, затем 1-й помощник командира крейсера «Олег», в июне 1919 — апреле 1920 года командир эсминца «Всадник», в августе 1920 — марте 1921 года командир линейных кораблей «Андрей Первозванный» и «Гангут». Участвовал в подавлении Кронштадтского восстания, после чего был назначен старшим морским начальником Кронштадта. С мая 1921 — начальник Морских сил Балтийского моря. В 1924 году окончил курсы усовершенствования при Военно-морской академии. С июня 1924 года начальник Морских сил Чёрного моря. С декабря 1924 по апрель 1926 года — начальник Гидрографического управления Морских сил РККА. С апреля 1926 года — начальник Морских сил Балтийского моря. В 1932 году вступил в ВКП(б). С марта 1932 года — начальник Морских сил Дальнего Востока. В 1935 году после создания Тихоокеанского флота назначен первым командующим этим флотом.
15 августа 1937 года после ареста флагмана флота 1 ранга В. М. Орлова назначен начальником Морских сил РККА. В том же году избран депутатом Верховного Совета СССР 1-го созыва. К концу 1937 года из подведомственных ему учреждений были уволены в ходе чисток около 1400 чел.

### Арест и расстрел
28 декабря 1937 года (по другим данным, 27 марта 1938 года) освобождён от должности и зачислен в распоряжение Управления по начальствующему составу Наркомата ВМФ. 22 апреля 1938 года арестован. В ходе следствия признался, что был завербован в заговорщическую организацию Я. Б. Гамарником в 1933 году. Всего по делу об «антисоветском военном заговоре» на Тихоокеанском флоте, который Викторов якобы возглавлял, было арестовано свыше 300 человек командно-начальствующего состава. Был обвинён во вредительстве и 1 августа 1938 года приговорён к смертной казни и расстрелян. Реабилитирован посмертно 14 марта 1956 года.

## Семья
- Жена — Ксения Николаевна Кравкова (Максимова) (1892—1978), вдова фармаколога Н. П. Кравкова.
- Сын — Юрий Михайлович Викторов (1930 — ок. 1948), пропал без вести на охоте.

## Награды
- Орден Святого Станислава III степени с мечами и бантом (11.1.1916)
- Орден Ленина (1935)
- Орден Красного Знамени (20.02.1928[7])
- Орден Красной Звезды (1933)

## Память
- Бюст М. В. Викторова установлен в Адмиральском сквере у Дома офицеров во Владивостоке (2021)[8].